# شالو
شالو یا طایفه شالو از طوایف ایل بختیاری است، که بر پایه ساختار اجتماعی ایل بختیاری از شاخه هفت‌لنگ و از باب دینارانی می‌باشد. این طایفه از ۲۳ تیره تشکیل شده است.

## ساختار
1. تیره راکی
2. تیره فرهادی
3. تیره میوندی
4. تیره عیسی محمدی
5. تیره سبزواری
6. تیره کاوسی
7. تیره حیدرخانی
8. تیره صالحی
9. تیره صادقی
10. تیره براتی رکعتی
11. تیره همدمی
12. تیره ورلی
13. تیره سیف الدین وند
14. تیره سادات سید احمد
15. تیره محمدآقایی
16. تیره صیدالی
17. تیره لری
18. تیره شیرازی
19. تیره طاهری
20. تیره خدا مرادی
21. تیره محمودوند
22. تیره لوک
23. تیره اولاد اردشیر

## جغرافیا
سردسير طايفه شالو
شهرستان اردل،شهرستان کیار، شهرستان فارسان، شهرستان خانمیرزا و شهرستان لردگان و شهرستان کوهرنگ از توابع استان چهارمحال و بختیاری.
گرمسير
استان خوزستان

## تاریخچه
قدیمی‌ترین سندی که دربارهٔ طایفه شالو بدست آمده‌است، مربوط به قرن هشتم هجری قمری می‌باشد، که نشان می‌دهد بخشی از این طایفه بر اثر یک جابجایی منطقه‌ای، به اران و آذربایجان مهاجرت کرده‌اند. در اواخر قرن هشتم، گروهی از آنان به منطقه فعلی کرمانشاه مهاجرت کردند و برای همیشه، در این منطقه ماندگار شدند. در تذکره امامزاده شاهزاده عبدالله، معروف به شاه قطب‌الدین، که در سال ۸۷۵ قمری نوشته شده است، طایفه شالو از نخستین طوایف بختیاری بودند، که در شمار مریدان این امامزاده قرار گرفتند.

## پل شالو
پل شالو از جمله آثار تاریخی شهرستان ایذه در استان خوزستان است. پل شالو از دو ستون بلند و مستحکم و دو طناب ضخیم تشکیل شده است. این پل پیش‌تر تلفیقی از چوب و طناب بوده، بعدها با استفاده از کابل دو سر پل را به هم وصل کردند. پل شالو در طول ادوار مختلف، افراد و دام‌ها را جا به جا می‌کرد. به دلیل آنکه این پل در قلمرو طایفه شالو واقع شده است، به این نام نیز شناخته می‌شود. این پل صدها سال در اختیار طایفه شالو بود و هر سال در فصل بهار قبل از شروع کوچ بهاره آن را بازسازی می‌کردند و با عبور دادن عشایر از پل و گدار، درآمد خوبی نیز عایدشان می‌شد. پل شالو با آبگیری سد کارون ۳ زیر آب رفت.